# Lidija Alfejeva
Lidija Mikolajivna Alfejeva (ukrajinsko Лiдiя Миколаївна Алфеєва), ukrajinska atletinja, * 17. januar 1946, Dnipro, Sovjetska zveza, † 3. marec 2022.
Nastopila je na poletnih olimpijskih igrah v letih 1976 in 1980, leta 1976 osvojila bronasto medaljo v skoku v daljino, leta 1980 pa osmo mesto. Na evropskih dvoranskih prvenstvih je osvojila naslov prvakinje leta 1976 in srebrno medaljo leta 1975.